# 浜田穂積
浜田 穂積（はまだ ほづみ、1946年11月28日 - ）は日本の政治家。千葉県議会議員（9期）、第62代千葉県議会議長、沼南町議会議員（3期）。

## 経歴
千葉県東葛飾郡風早村（現・千葉県柏市）生まれ。1965年3月に千葉県立東葛飾高等学校を卒業。卒業後は農業に従事した。1980年3月に沼南町議会議員に当選して、以後3期11年務めた。1991年4月の千葉県議会議員選挙に東葛飾郡選挙区から無所属で立候補して、初当選を果たした。1995年の選挙では無投票で再選を果たした。1999年の選挙では自由民主党公認で立候補して、無投票で3選を果たした。2003年の選挙で無投票で4選を果たした。2007年4月8日の選挙では柏市選挙区から立候補して、8人中5位で5選を果たした。2008年7月から2009年7月まで第62代千葉県議会議長を務めた。2011年4月10日の選挙で5人中2位で6選を果たした。2015年4月12日の選挙で5人中3位で7選を果たした。2019年4月7日の選挙では5人中4位で8選を果たした。2023年4月9日の選挙では6人中2位で9選。

## 騒動
2022年6月7日の本会議中に居眠りをしている様子が報道されている。

## 人物
- 趣味は史跡探訪、剣道（錬士六段）、観劇[2]。過去には、ゴルフ、高山植物の鑑賞であった[3]。
- 尊敬する人物は山岡鉄舟[2]。
- 座右の銘は反身修徳[2]。

## 栄典
- 2005年 - 藍綬褒章[1]